# Crataegus phaenopyrum
Espèce
Classification APG III (2009)
Crataegus phaenopyrum, l’Aubépine petit-corail, est une espèce de plantes à fleurs de la famille des Rosaceae originaire de l'est des États-Unis.
C'est une aubépine très utilisée comme plante ornementale, et ses fruits, qui se développent en grappes, sont comestibles. Ils peuvent être mangés crus ou cuits et ont une saveur douce. Les graines sont toxiques si on les avale. Les baies rouges qu'elle produit nourrissent les écureuils et les oiseaux.
Le bois est dur et employé pour faire des outils.